# Delmar Maia Gonçalves
Delmar Francisco Maia Barrigas Gonçalves (Quelimane, 5 de julho de 1969) é um escritor de Moçambique, que no entanto se notabilizou como divulgador da literatura do seu país no estrangeiro..
Estudou em Portugal, onde também trabalhou como bibliotecário e professor. Fundou e presidiu o Círculo de Escritores Moçambicanos na Diáspora, responsável pela organização do Encontro de Escritores Moçambicanos na Diáspora.

## Prémios e honrarias
- 1985 / 1986 —Prémio de Jogos Florais da Escola Secundária Fernando Lopes Graça[6]
- 1987 — Prémio Nacional de Literatura Juvenil Ferreira de Castro (poesia)[6]
- 2003 — Nomeado Embaixador da Paz da The Interreligious and International Federation for World Peace[6]
- 2006 — Galardão de Literatura África Today[6]
- 2008 — Prémio Kanimambo da Casa de Moçambique[6]
- 2017 —  Prémio Lusofonia (área literatura)

## Obras
- Moçambique Novo, o Enigma – Editorial Minerva – 2005
- Moçambiquizando – Editorial Minerva – 2006
- Afrozambeziando Ninfas e Deusas – Edições Mic, 2006
- Mestiço de Corpo Inteiro – Editorial Minerva, e 2006
- Entre dois rios com margens – CEMD Edições, 2013[7]